# 拉比尔邦什
拉比尔邦什（法語：La Burbanche，法語發音：[la byʁbɑ̃ʃ]）是法国东部安省的一个市镇，属于贝莱区。

## 地理
拉比尔邦什（45°50'48"N, 5°33'38"E）面积10.82 平方千米，位于法国奥弗涅-罗讷-阿尔卑斯大区安省，该省份为法国东部省份，北起汝拉省，西北接索恩-卢瓦尔省，西接罗讷省和里昂大都会，南至伊泽尔省，东与萨瓦省、上萨瓦省和瑞士接壤。
与拉比尔邦什接壤的市镇（或旧市镇、城区）包括：阿朗达斯、阿尔米、谢尼约拉巴尔姆、奥尔多纳兹、普雷米略、罗西永、特奈、普拉托多特维尔。

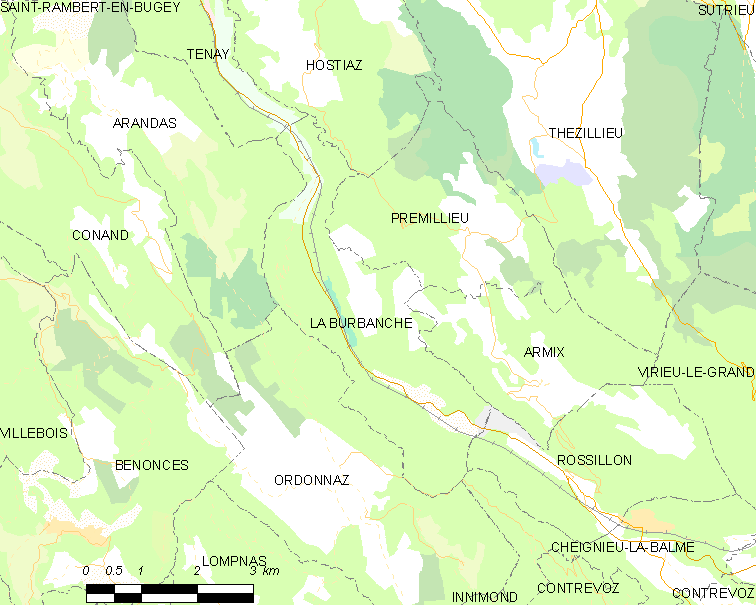
拉比尔邦什的OSM定位图

拉比尔邦什的时区为UTC+01:00、UTC+02:00（夏令时）。

## 行政
拉比尔邦什的邮政编码为01510，INSEE市镇编码为01066。

## 政治
拉比尔邦什所属的省级选区为贝莱县。

## 人口

1962-2008年间拉比尔邦什人口变化图示

拉比尔邦什于2022年1月1日时的人口数量为97人。